# Olst vasútállomás
Olst vasútállomás Hollandiában, Olst-Wijhe községben, Olst településen.

## Vasútvonalak
Az állomást az alábbi vasútvonalak érintik:
- Arnhem–Leeuwarden-vasútvonal

## Kapcsolódó állomások
A vasútállomáshoz az alábbi állomások vannak a legközelebb:
- Wijhe vasútállomás
- Deventer vasútállomás